# Кирстиня, Вяйнё

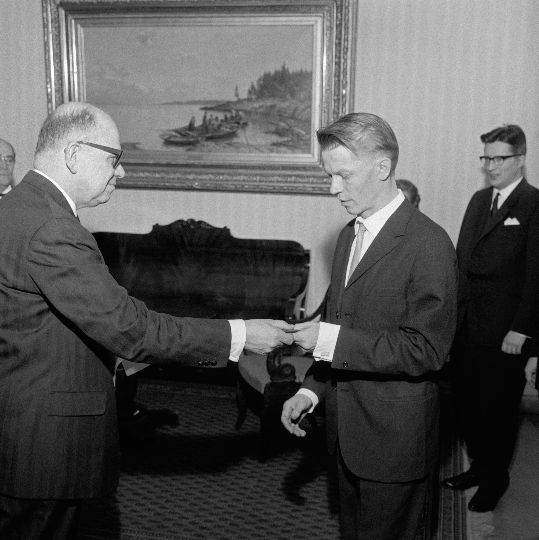
Вручение В. Кирстиня Государственной премии по литературе в 1964 году. На втором плане — Ласси Нумми

Вяйнё Антеро Кирстиня (фин. Väinö Kirstinä; 29 января 1936, Тюрнявя, Северная Остроботния — 23 сентября 2007, Хельсинки) — финский поэт, прозаик, эссеист, драматург, критик, журналист и переводчик.

## Биография
В 1963 году получил степень бакалавра философии. Известен как аналитик поэзии и наставник начинающих писателей.

## Творчество
Дебютировал, как поэт в 1961 году сборником традиционных лирических стихов, но вскоре стал одним из ведущих финских представителей экспериментального модернизма. Одним из первых в 1960-х годах применил технику коллажа, смешение низкого и высокого и игры на границах литературных жанров.
В поэзии Вяйнё Кирстиня обнаруживается интерес к знанию, но не к сухому анализу действительности, а к сочетанию рационального и иррационального, научного и интуитивного.

## Избранная библиография

### Поэзия
- Lakeus (1961)
- Hitaat auringot (1963)
- Puhetta (1963)
- Pitkän tähtäyksen LSD-suunnitelma (Long-term LSD Plan) (Tammi, 1967)
- Säännöstelty eutanasia (Tammi, 1973)
- Elämä ilman sijaista (Tammi, 1977) 951-30-4218-9
- Hiljaisuudesta (Tammi, 1984) ISBN 951-30-6030-6
- Yötä, päivää (Tammi, 1986) ISBN 951-30-8978-9

### Эссе
- Kirjarovioiden valot (Tammi, 1977) ISBN 951-30-3268-X
- Puutarhassa (Tammi, 2003)  ISBN 951-31-2684-6
- Kirjailijan tiet (Tammi, 2005)  ISBN 951-31-3234-X

### Другое
- Talo maalla (Tammi, 1969)
- Runo ja lukija (1971)
- O niin kuin omena (Runogalleria, 1997) ISBN 951-787-045-0

## Награды и премии
- 1962 — Премия Калеви Янтти (Kalevi Jäntti-priset)
- 1962 — Премия Финского литературного общества
- 1964 — Государственная премия Финляндии по литературе
- 1974 и 1977 — Литературная премия города Тампере
- 1978 — Премия Ассоциации народного образования
- 1978 — Гран При Финского Книжного Клуба
- 1981 — Премия Эйно Лейно
- 1986 — Премия Вяйно Линна (Väinö Linna-priset)
- 1992 — Медаль Pro Finlandia
- 2005 — Премия Ева-Лииза Маннер (Eeva-Liisa Manner-priset)